# Gobierno en el exilio de José Giral
El Gobierno en el exilio de José Giral —también conocido por sus partidarios como el gobierno de la esperanza— fue un ejecutivo creado el 21 de agosto de 1945 por las instituciones de la Segunda República Española en el exilio y encabezado por José Giral, antiguo presidente del gobierno durante los primeros meses de la Guerra Civil. Intentó ofrecer un frente unido ante la Organización de las Naciones Unidas (ONU) y la comunidad internacional con el objetivo de conseguir el aislamiento del régimen del general Franco y obtener el reconocimiento internacional como único gobierno legítimo de España para lograr el restablecimiento de la República.
Recibió desde un principio la hostilidad tanto del sector «negrinista» como del encabezado por Indalecio Prieto, aunque por razones diversas. También mantuvo una clara divergencia con la Alianza Nacional de Fuerzas Democráticas (ANFD) que agrupaba a buena parte de la oposición clandestina en el interior de España. Aunque consiguió el reconocimiento de varios Estados y que la Asamblea General de las Naciones Unidas aprobara la Resolución 39 (1) de condena del gobierno de Franco, no logró un respaldo amplio de la comunidad internacional ni que el Consejo de Seguridad de la ONU aprobara una resolución adoptando medidas contra Franco. La presión del Partido Socialista Obrero Español (PSOE) forzó su renuncia en enero de 1947.

## Antecedentes

### El régimen de Franco
Cuando la Segunda Guerra Mundial estaba finalizando, la dictadura que encabezaba el general Franco seguía gobernando en España. Sin embargo, la percepción generalizada era que se trataba del último régimen fascista que quedaba en pie y le llovían todo tipo de ataques. Su colaboración con las potencias del Eje durante la guerra estaba clara. El régimen era considerado indeseable. En consecuencia, España fue excluida de la nueva Organización de las Naciones Unidas (ONU) y su paupérrima economía no se pudo beneficiar de créditos y ayudas internacionales. El régimen respondió al ostracismo como si fuera víctima de una injusticia, insistiendo en la originalidad de su sistema político y resaltando el papel del comunismo en los ataques que recibía. Aunque las potencias occidentales no parecían dispuestas a realizar una acción militar contra España, la oposición cobró nuevo impulso a raíz de la situación internacional.
En junio de 1944 y aprovechando la dinámica de la guerra en Europa, las primeras unidades guerrilleras del Partido Comunista de España (PCE) comenzaron a infiltrarse desde Francia. También la anarcosindicalista Confederación Nacional del Trabajo (CNT) creó sus propias unidades. Por otro lado, la oposición monárquica se reactivó con el Manifiesto de Lausana proclamado por Juan de Borbón, el hijo del fallecido Alfonso XIII. La renovación de la oposición fue respondida con nueva represión.

### El conflicto institucional republicano
El final de la guerra civil no solo había significado la total derrota militar de los sectores que se habían opuesto al ejército rebelde encabezado por el general Franco, sino también la completa división y enfrentamiento entre ellos y la confusión respecto a quién encarnaba la legitimidad de las instituciones republicanas. El 1 de febrero de 1939 se celebró la última sesión de las Cortes en Figueras, donde el socialista Negrín fue ratificado como presidente del gobierno. La caída de Cataluña pocos días después supuso que las máximas autoridades republicanas hubieron de refugiarse en Francia. Negrín pidió a Manuel Azaña, por entonces Presidente de la República, que volviera a entrar en España para encabezar la resistencia. Sin embargo, Azaña se negó y dimitió de su cargo alegando que la guerra estaba irremisiblemente perdida y que la resistencia numantina que preconizaba Negrín solo supondría la pérdida de más vidas. El 3 de marzo, la Diputación Permanente de las Cortes, reunida en el restaurante La Pérouse de París, se dio por enterada.
El presidente de las Cortes, el sevillano Diego Martínez Barrio, era la persona que debía sustituir a Azaña según la Constitución. Sin embargo, decidió no asumir el puesto no solo porque la dimisión del Presidente debía ser presentada formalmente ante las Cortes, sino porque la situación política en la zona que todavía controlaba el bando republicano era cada vez más confusa. El 4 de marzo estalló una sublevación en Cartagena en contra de Negrín y el retorno a España conllevaba un serio riesgo. Al día siguiente tuvo lugar el golpe de Estado de Casado. El 31 de marzo, durante una nueva reunión de la Diputación Permanente celebrada en París un día antes del final oficial de la guerra, se materializó el enfrentamiento entre los dos dirigentes. Negrín expuso sus actividades desde la salida de Cataluña y dijo que se consideraba todavía jefe de gobierno pese a la dimisión del Presidente que le había designado, basándose en que su mandato había sido ratificado por las Cortes, y acusaba a Martínez Barrio de haber apoyado a los «traidores» que seguían al coronel Casado. Hubo un tenso enfrentamiento entre Martínez Barrio, Luis Araquistáin y Pasionaria. La Diputación consideraba que el Gobierno ya no existía. La reunión terminó con la tensa aprobación de un texto acordado según el cual la diputación se consideraba a sí misma plenamente legítima y afirmaba que no podía tener efecto la dimisión del Gobierno por no existir las instituciones ante las que debía ser presentada. No obstante, en una nueva reunión de la diputación celebrada el 27 de junio de 1939 en París, se pidió expresamente a Negrín que cesase como jefe del gobierno.

### Las diferencias entre los vencidos
Los enfrentamientos entre «negrinistas» y «antinegrinistas» se prolongaron con la formación del SERE y la JARE para gestionar los recursos económicos republicanos. Durante los primeros años de la Segunda Guerra Mundial los exiliados españoles estuvieron más preocupados por su propia supervivencia que por plantear una oposición a Franco. Las tentativas de reagrupamiento fueron dispersas. En octubre de 1940 los partidos estrictamente republicanos de izquierdas crearon una Acción Republicana Española (ARE) que los englobaba, pero que no sirvió para fusionarlos porque decidieron reorganizarse individualmente. En 1941, el Partido Comunista de España (PCE) lanzó una Unión Nacional Española (UNE) que, aunque formalmente contaba con personas de otras fuerzas políticas, estaba firmemente controlada por el PCE. Negrín, por su lado, promovió desde 1942 la Unión Democrática Española (UDE). El 20 de noviembre de 1943 se constituyó la más amplia Junta Española de Liberación (JEL), que comprendía a republicanos, nacionalistas catalanes y socialistas. Este nuevo organismo pretendía enfrentarse tanto al PCE y su UNE como a la nueva oposición monárquica que estaba surgiendo en España y se presentaba como alternativa a la Dictadura. Pese a las ausencias de otras fuerzas, la JEL consiguió un notable apoyo del exilio, pero no tuvo presencia en el interior de España. Aunque quería ofrecer un frente republicano unido, la Junta no intentaba arrogarse la exclusividad de la legitimidad, como pretendían ciertos sectores. Esto hacía que su mantenimiento fuera preferido por Indalecio Prieto y algunos otros. Por último, en 1944 se creó en el interior del país la Alianza Nacional de Fuerzas Democráticas (ANFD), que incluía también a la CNT. El PCE fue invitado a participar pero rehusó, lo que proporcionó a la nueva organización clandestina un carácter claramente aliadófilo.
En la fase final de la guerra se había creado un fuerte clima anticomunista en casi todos los partidos debido a que interpretaban que el PCE había obtenido durante la guerra civil una cuota de poder superior a la que le correspondía por sí mismo. El Pacto germano-soviético profundizó ese sentimiento debido al apoyo que el PCE dio al doble expansionismo de la Alemania nazi y de la Unión Soviética. A ello se sumó el intento de los comunistas de monopolizar la representación de los vencidos mediante la UNE. Tanto el PCE como el Partido Socialista Unificado de Cataluña (PSUC) sufrían un acelerado proceso de purgas internas y un marcado estalinismo. El anticomunismo era especialmente acusado en el Partido Socialista Obrero Español (PSOE), tanto en el interior de España como entre los exiliados de Francia y México.
La derrota supuso una radicalización de los nacionalistas vascos y catalanes, que buscaron soluciones independentistas para sus respectivos territorios. Tras otras actuaciones, el 22 de diciembre de 1944 se firmó en México a iniciativa del presidente Aguirre el pacto denominado Galeuzca, que fue suscrito por diferentes partidos gallegos, vascos y catalanes y que reivindicaba la soberanía y el derecho de autodeterminación de sus territorios. Solo el retorno de Aguirre a Europa en marzo de 1945 marcó un mayor pragmatismo y defensa de las instituciones republicanas por parte del Partido Nacionalista Vasco (PNV).

## La búsqueda de la unidad

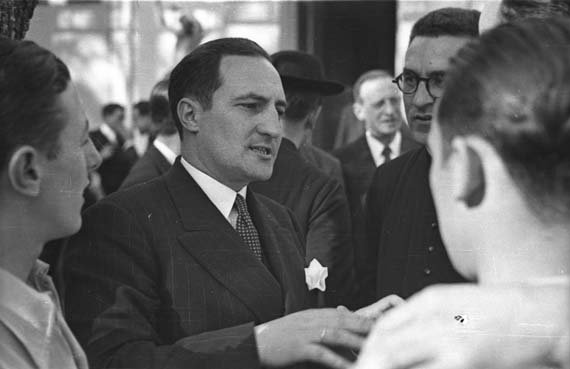
La iniciativa de buscar una representación unitaria partió del presidente vasco José Antonio Aguirre

La inminencia de la victoria de los aliados hizo que los distintos sectores republicanos vieran la oportunidad de que la dictadura de Franco fuera barrida al mismo tiempo que las potencias del Eje. La liberación de Francia, la mejora de las comunicaciones entre América y Europa y el aumento de las expectativas de caída del régimen provocaron una reactivación de la oposición a Franco; no solo la republicana, sino también la monárquica y la tradicionalista. No obstante, persistían importantes diferencias en cuanto a los objetivos a perseguir y los medios a emplear. Fue el presidente del Gobierno vasco en el exilio, José Antonio Aguirre, quien propuso que los vencidos acudieran con una única representación a la inminente Conferencia de San Francisco. Proponía incluir en ella a Martínez Barrio como Presidente de la República y a Negrín como jefe del gobierno. El presidente mexicano Manuel Ávila Camacho prestó todo el apoyo para que las Cortes republicanas se reunieran en Ciudad de México el 10 de enero de 1945. El Club France, lugar elegido para el evento, obtuvo el privilegio de extraterritorialidad para la ocasión.
Asistieron a la cita 72 diputados, y otros 49 se adhirieron expresando su voto por escrito conforme a lo estipulado en el orden del día. Sabedor de que el PSOE era más partidario de mantener la JEL que de restablecer las instituciones y que se oponía a aceptar el voto por escrito, Martínez Barrio limitó la sesión a un recordatorio de los ausentes y del pasado y suspendió la reunión hasta el día 19. Sin embargo, los socialistas fueron radicalmente contrarios a dar validez al voto escrito y sostuvieron que no había cuórum suficiente para considerar válida la reunión, por lo que el primer intento acabó allí.
También a comienzos de año reapareció Negrín. Aunque siguió defendiendo la legitimidad de su Gobierno, manifestó que estaba dispuesto a renunciar al cargo en una reunión de las Cortes en la que Martínez Barrio tomara posesión como Presidente de la República. Solo el PCE apoyó su postura.
Así las cosas, a la Conferencia de San Francisco acudieron los exiliados españoles desunidos. Asistieron una representación de la JEL, otra del Gobierno de Negrín y una tercera del Gobierno vasco. Todas ellas sostuvieron que la guerra española había sido un prólogo de la mundial y que el feliz final de esta permitiría poner también fin a aquella. Aunque contaban con el decidido apoyo de algunas delegaciones —como la de México— se percibía la resistencia del Reino Unido a condenar el régimen de Franco. Finalmente, gracias a la ayuda de los Estados Unidos y Francia, el 19 de junio de 1945 la asamblea, a propuesta de México, aprobó una resolución que condenaba los regímenes que hubieran sido impuestos con ayuda de las naciones fascistas, aclarando el delegado mexicano expresamente que esto incluía a la España de Franco. En la práctica, esto suponía vetar la entrada de España en las organizaciones internacionales que iban a gestionar la inminente paz. La posterior Conferencia de Potsdam volvió a dejar claro que a Franco se le identificaba con el Eje y que España quedaba fuera de la ONU.
El PCE liquidó la UNE en junio de 1945. Por otro lado, Negrín había dicho a sus colegas españoles durante la Conferencia que tenía la intención de dimitir. El 1 de agosto pronunció un discurso en el Palacio de Bellas Artes de México en el que reivindicó su actuación pasada, señaló los perjuicios de la división mantenida en San Francisco, sostuvo que era un error cambiar de gobierno en el destierro, hizo una petición de concordia y expresó su disposición a dimitir. El 8 de agosto, los negrinistas y otros sectores, con la renuencia de los seguidores de Prieto, pidieron a Martínez Barrio la convocatoria de una nueva sesión de Cortes. El 16 de agosto la JEL se manifestó partidaria de una nueva convocatoria de las Cortes para formar un gobierno de unidad. Martínez Barrio convocó a los parlamentarios supervivientes, pero con exclusión de los diputados derechistas que habían apoyado al bando de Franco durante la guerra. Al día siguiente, tuvo lugar la nueva reunión de las Cortes en el Palacio de Gobierno de México.

## La formación del gobierno

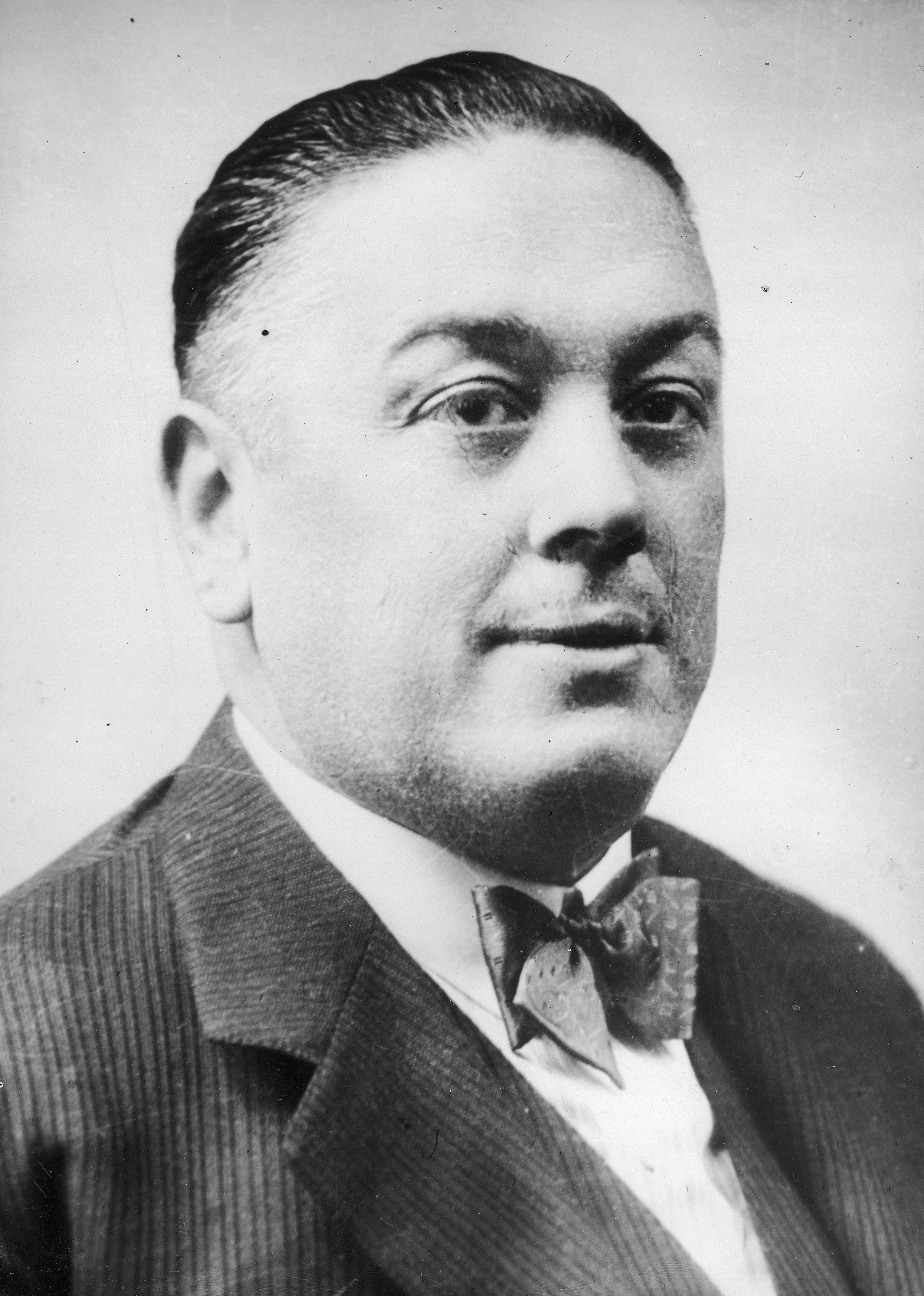
La toma de posesión de Martínez Barrio como Presidente permitió formar nuevo gobierno

### Las consultas
La ceremonia se ajustó a lo planificado. Martínez Barrio tomó posesión al fin del cargo de Presidente de la República y Negrín le presentó una carta de dimisión. Inmediatamente, Martínez Barrio abrió un turno de consultas que comenzó por el propio dimisionario. Negrín se postuló nuevamente para el cargo defendiendo que había que formar un gobierno de muy amplia base, «todos los partidos del régimen desde la más extrema derecha a la más extrema izquierda», pero matizó esta afirmación añadiendo «siempre que no hayan estado implicados en actos de rebelión, agresión ni hostilidad hacia la República y sus representaciones legítimas desde su advenimiento». Esta última frase excluía a los franquistas, pero también a monárquicos y casadistas; por el contrario, se incluía a los comunistas. El nombramiento de Negrín fue apoyado por el sector socialista que le apoyaba, pero también por el sector de Izquierda Republicana (IR) que encabezaba Ruiz-Funes, por Casares Quiroga, por Portela Valladares y por Vicente Uribe en representación del PCE. Todos aludieron a la capacidad del candidato y a la necesidad de mantener la continuidad.
Otros dirigentes como Barcia, Sánchez-Albornoz y Sánchez-Román recomendaron otro tipo de gobierno. Otros, en fin, abogaron por una genérica conciliación, postura apoyada por los nacionalistas. Pero la postura determinante fue la de Prieto expuesta a través de Amador Fernández Montes, quien dijo preferir a un republicano de reconocido prestigio antes que a un socialista. Además, añadió estar dispuesto a «la colaboración que los republicanos soliciten, con aquellas limitaciones que están fijadas por los acuerdos de nuestro partido», lo que suponía un claro veto a Negrín.

### Designación de Giral
El 21 de agosto, Martínez Barrio encargó a José Giral formar gobierno, con la sugerencia implícita de incluir a miembros de la CNT y del PCE. Esto último provocó la protesta de Gordón, miembro como el presidente de Unión Republicana (UR). Giral ofreció a Negrín la vicepresidencia y la cartera de Estado, pero la propuesta fue rechazada tanto por el expresidente como por el PSOE. Por su parte, el PCE se negó a formar parte de un gobierno no presidido por Negrín. La CNT exigió cinco puestos en el gobierno, y a Giral le costó convencerla de conformarse con dos. Sin embargo, la aceptación de entrar en el Gobierno supuso una profunda y larga ruptura en la ya precaria unidad del sindicato. Fue el sector reformista, mayoritario en el interior y partícipe de la ANFD, el que aceptó participar en el ejecutivo, mientas que el sector apolítico, mayoritario en el exilio, se negó a participar y se hizo llamar MLE-CNT. Tanto Prieto como Tarradellas se negaron a participar en el ejecutivo. Los obstáculos llevaron a Giral a presentar la dimisión, pero el presidente le renovó el encargo. Giral intentó varias veces sin éxito hacer cambiar de actitud a los comunistas. Tras un mes de consultas, Giral anunció finalmente la composición de su gobierno:
- Presidencia, José Giral (IR)

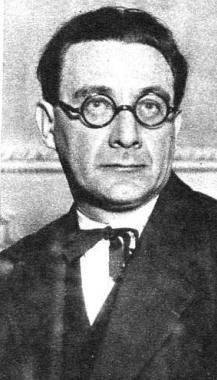
Nicolau d'Olwer, uno de los ministros catalanistas

- Estado, Fernando de los Ríos (PSOE)
- Justicia, Álvaro de Albornoz (IR)
- Hacienda, Augusto Barcia (IR)
- Guerra, Juan Hernández Saravia (militar)
- Instrucción Pública, Miquel Santaló (ERC)
- Industria y Comercio, Manuel de Irujo (PNV)
- Gobernación, Manuel Torres Campañá (UR)
- Emigración, Trifón Gómez (UGT)
- Agricultura, José Leyva (CNT)
- Obras Públicas, Horacio Martínez Prieto (CNT)
- Sin cartera, Ángel Ossorio y Gallardo (independiente moderado)
- Sin cartera, Luis Nicolau d'Olwer (ACR)

El Gobierno se presentó ante las Cortes el 7 de noviembre de 1945, nuevamente en el Salón de Cabildos del Palacio del Distrito Federal. Giral expuso su programa, afirmó que su gobierno era «el de más amplia base» que se había podido lograr, expuso su pretensión de que no fuera un ejecutivo de partido sino que estuviera al servicio de todos los españoles e hizo una referencia al «cómo y cuándo retornaremos a España». Para conseguir el restablecimiento de la República defendía dos procedimientos: el recurso a las instancias internacionales y, caso de no tener éxito por esa vía, el uso de la violencia contra la dictadura.

## La oposición

### Los negrinistas
Durante las sesiones, que duraron tres días, los «negrinistas» dejaron claro que se oponían al Gobierno. Ramón Lamoneda por el sector socialista, Fernández Clérigo por la fracción minoritaria de IR y Vicente Uribe por el PCE reconocieron la legitimidad del nombramiento de Giral, pero dijeron que no era la persona más apta para desempeñar el cargo. El nuevo presidente respondió preguntando qué reproche personal se le podía hacer y recordando que los ausentes del gobierno lo eran por decisión propia y no de él. El sector negrinista continuó posteriormente con su política de activa oposición calificando su programa como «anodino, insustancial y aun contradictorio, por no decir inexistente». Le acusó de haber dejado pasar oportunidades y descalificó a sus componentes por representar a «aquellos elementos que no tuvieron fe en nuestro pueblo..., que con su pesimismo dieron la espalda a la lucha, como después de haber sido traicionados los que combatían dieron por liquidada la causa de la República y la causa de España».

### Los prietistas

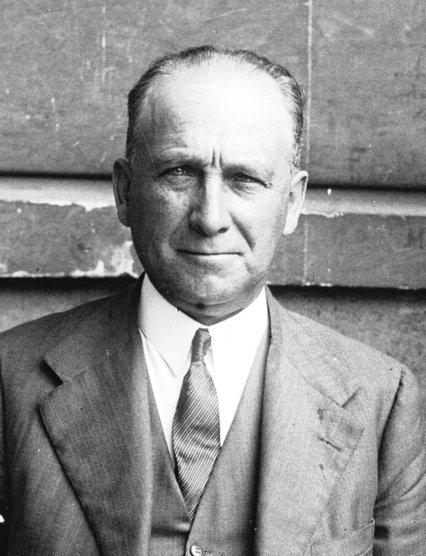
La crítica de Prieto encontró el inesperado respaldo de Largo Caballero

Más suave en la forma pero de gran profundidad fue el discurso de Prieto. Aprovechó una cuestión incidental para expresar su conocida reticencia a aceptar exclusivamente la legalidad republicana como único medio para conseguir la libertad en España. El político bilbaíno defendía la necesidad de recurrir a un plebiscito desde 1938, tesis que había retomado en 1942 y 1944. Aunque aceptaba que la legalidad válida era la republicana, también recordaba que la República llevaba varios años desaparecida y que las naciones vencedoras de la guerra no se mostraban deseosas de su retorno. El 17 de diciembre de 1945 volvió a exponer sus tesis ante las Juventudes Socialistas. La posición de Prieto encontró un inesperado apoyo en su antiguo adversario Francisco Largo Caballero. Este le escribió una carta el 6 de diciembre en la que decía:

Veo que el señor Giral está decidido a construir todo el armazón gubernamental. ¿Es que cree que su Gobierno es el que va a recibir el Poder? Si es así habrá que catalogarle entre los hombres más ingenuos del mundo. Eso es físicamente imposible.

 Largo llegó a hacer gestiones ante Giral y Martínez Barrio para convencerles de la conveniencia de seguir la vía plebiscitaria y publicó un artículo en idéntico sentido el 29 de diciembre. La postura combinada de ambos dirigentes marcaría la línea del PSOE en los siguientes meses.

### La oposición del interior
La Alianza Nacional de Fuerzas Democráticas (ANFD) había surgido como organismo unitario de la oposición republicana en el interior de España y respondía a una dinámica y percepción de la realidad muy distinta de la de los líderes exiliados. De hecho, ya había mantenido unos primeros contactos exploratorios con la oposición monárquica. Giral intentó atraer a la Alianza a su causa nombrando ministro al dirigente de la CNT José Leyva, que había participado en la creación de la ANFD. Sin embargo, las relaciones fueron distanciándose con el tiempo. La postura de la ANFD se sintetizaba en la opinión de que hacía falta «una época de reconciliación y no de revancha», por lo que mantener las instituciones republicanas no era lo más adecuado.

### Los monárquicos

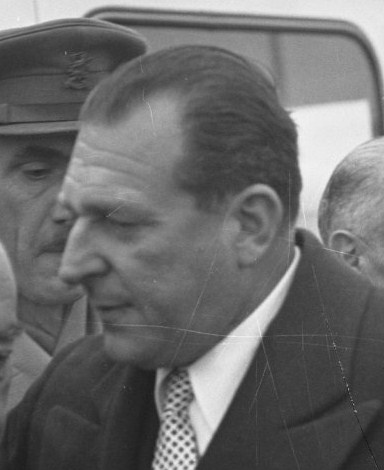
El pretendiente al trono, don Juan de Borbón, encabezaba a los monárquicos

Totalmente al margen del republicanismo exiliado o del interior actuaban los monárquicos seguidores de don Juan, el pretendiente al trono. Sus seguidores se encontraban divididos entre un sector plenamente partidario de la colaboración con Franco y otro más favorable a posiciones parlamentaristas y a un distanciamiento del Caudillo. En este segundo sector destacaban el antiguo dirigente de la CEDA José María Gil Robles y el exministro de Franco Pedro Sainz Rodríguez. Fruto del mayor peso que estos últimos estaban obteniendo entre sus asesores, el 19 de marzo de 1945 el conde de Barcelona había proclamado el documento conocido como Manifiesto de Lausana. En él se defendía el establecimiento de una monarquía constitucional que, ofreciendo tranquilidad a los vencedores de la guerra civil, fuera aceptable para los inminentes triunfadores en la Segunda Guerra Mundial. Aunque el número de los monárquicos era muy inferior al de los simpatizantes republicanos, su pertenencia al bando franquista y su parcial implicación en la dictadura les concedía mayores oportunidades de propiciar un cambio de régimen. En septiembre de 1945, el general Kindelán, principal exponente monárquico dentro de las Fuerzas Armadas declaró que esperaba que en seis meses hubiera una restauración pacífica que permitiría «devolver a los españoles todas las libertades de que hoy carecen y el pleno disfrute de los derechos esenciales de la persona humana».
Los complejos contactos entre Franco y don Juan permitieron que este se estableciera en Estoril. Su llegada a la península motivó que numerosas y significadas personalidades de España le dirigieran un «saluda». Los monárquicos se unieron en una Confederación de Fuerzas Monárquicas que pretendía agrupar a todos los sectores de esta significación. Sin embargo, las conversaciones con Franco terminaron de forma abrupta. En febrero de 1946, los contactos del pretendiente con los tradicionalistas dieron lugar a un documento denominado «Bases de Estoril» de tono muy conservador que disgustó a las izquierdas. El propio general Aranda, que mantenía contactos con este último sector, expresó su malestar.
En líneas generales, los monárquicos percibían a los republicanos como a rivales y su actividad se dirigía a ganar tiempo frente a estos. En ese momento era impensable algún tipo de entendimiento entre ambos sectores.

### Franco
Como es lógico, la más dura oposición al Gobierno de Giral procedía del propio régimen de Franco. La existencia de una guerrilla propició que los militares cerraran filas en torno al Generalísimo. Durante varios años, Franco había creado una espesa red de intereses mutuos con la mayor parte de la clase dominante y gran parte de las clases medias del país. En marzo de 1945 celebró una larga sesión del Consejo Superior del Ejército en el que sus compañeros de filas le garantizaron el apoyo. Franco era consciente de encontrarse en una delicada situación y no hay ningún indicio de que pensara en abandonar el poder.

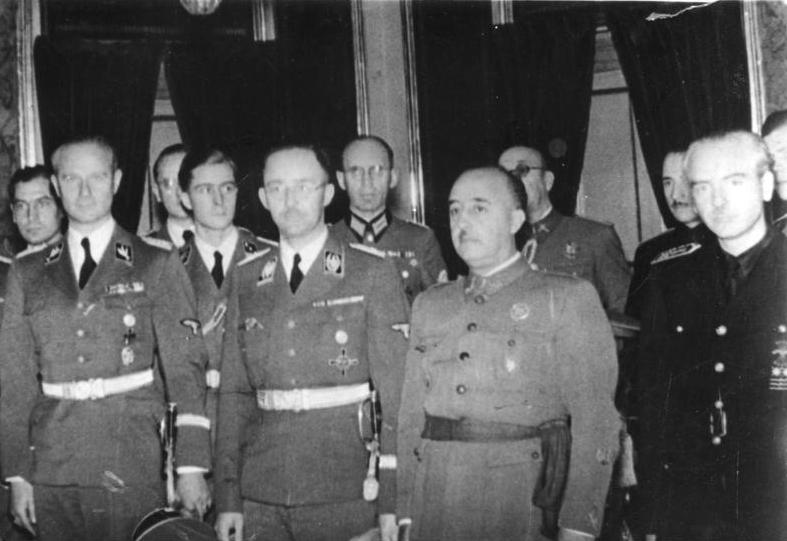
Franco hizo algunas reformas para mitigar la imagen fascista de su dictadura. En la imagen, con Himmler en 1940.

Franco abordó la realización de ciertas reformas para cambiar la imagen fascista de su régimen por la de un gobierno católico, conservador y anticomunista sujeto a la ley. El 17 de julio de 1945 promulgó el Fuero de los Españoles, que proclamaba una serie de derechos comunes en la Europa occidental, pero limitado por la prescripción de que no podían atentar contra la unidad espiritual, nacional y social de España. Al día siguiente, Franco nombró un nuevo Gobierno compuesto por personas de su absoluta confianza y en el que disminuía el peso de la Falange. La principal novedad fue la incorporación del miembro de la Asociación Católica de Propagandistas Alberto Martín-Artajo como ministro de Asuntos Exteriores con la intención de potenciar el aspecto católico del ejecutivo. Martín-Artajo consultó con sectores afines antes de aceptar el cargo, y les dijo que en pocos meses habría cambios importantes. Al embajador de los Estados Unidos le dijo que Franco debía percatarse de la necesidad de su renuncia. Sin embargo, los cambios fueron superficiales: un proyecto de ley de asociaciones murió en las Cortes; el 20 de octubre se anunció una amnistía para delitos cometidos durante la guerra civil; pocos días después se aprobó una Ley del Referéndum Nacional y el saludo fascista con el brazo en alto fue abolido. Sin embargo, el partido único no fue eliminado.
Sectores del régimen sostuvieron contactos con el propio ministro de Agricultura de Giral, el cenetista José Leyva, con el objetivo de reforzar el pluralismo del Sindicato Vertical. Al dictador le llegó un informe que decía que Leyva estaba dispuesto a abandonar el Gobierno de Giral si se ofrecía libertad a la CNT para realizar proselitismo. Franco rechazó esas condiciones y se reinició la represión sobre los anarcosindicalistas. Las tímidas reformas terminaron con una nueva ley electoral para las Cortes en marzo de 1946.
El régimen emprendió una amplia campaña de propaganda exterior e interna. El joven Joaquín Ruiz-Giménez realizó una gira por el Reino Unido y los Estados Unidos hablando con líderes católicos, el cardenal primado Enrique Plá y Deniel colaboró activamente con el gobierno, el propio Franco realizó frecuentes e intensos viajes a distintas provincias para mantener contacto con la población y se insistió en la presencia comunista tras la campaña internacional «anti-española». Gran parte de la opinión pública moderada de España cerró filas con Franco. La guerra civil estaba todavía demasiado reciente. El mensaje de Franco de que estaba en juego la propia independencia nacional caló entre muchos españoles.

## Labor del Gobierno
El nuevo gobierno fue reconocido por varios países latinoamericanos —México, Guatemala, Panamá y Venezuela— así como por varios estados europeos que tenían ya o iban a tener en breve gobiernos comunistas, como Polonia, Rumanía, Checoslovaquia, Hungría y Yugoslavia. Sin embargo, no consiguió el reconocimiento de las principales potencias; ni tan siquiera el de la Unión Soviética. Tampoco el del Reino Unido gobernado por los laboristas de Clement Attlee. En el caso de Francia, hubo momentos en que su gobierno llegó a mostrarse reacio a la presencia de líderes republicanos españoles en su territorio. En cuanto a los Estados Unidos, el gobierno de Truman comunicó expresamente al de Giral que no iba a reconocerlo porque representaba solo a uno de los dos bandos de la guerra civil, por lo que carecía de legitimidad. Cuando el 4 de marzo de 1946 Estados Unidos, Reino Unido y Francia redactaron una nota conjunta sobre la situación en España en la que dejaban claro que no intervendrían en los asuntos internos del país, Giral constató que parecían dirigirse al Ejército, a quien él consideraba precisamente como responsable de la situación de falta de derechos existente. Por último, su defensa del uso de la violencia como forma de acabar con la dictadura no tuvo credibilidad internacional pese a la mayor actividad realizada por el maquis en esta época. En todo caso, las potencias occidentales temieron que si actuaban con energía contra Franco podrían desestabilizar su régimen y conducir a una nueva guerra civil, lo que no deseaban. El objetivo de Giral era conseguir en Naciones Unidas que la exclusión del gobierno de Franco significara el reconocimiento de su propio ejecutivo.

### Traslado a París

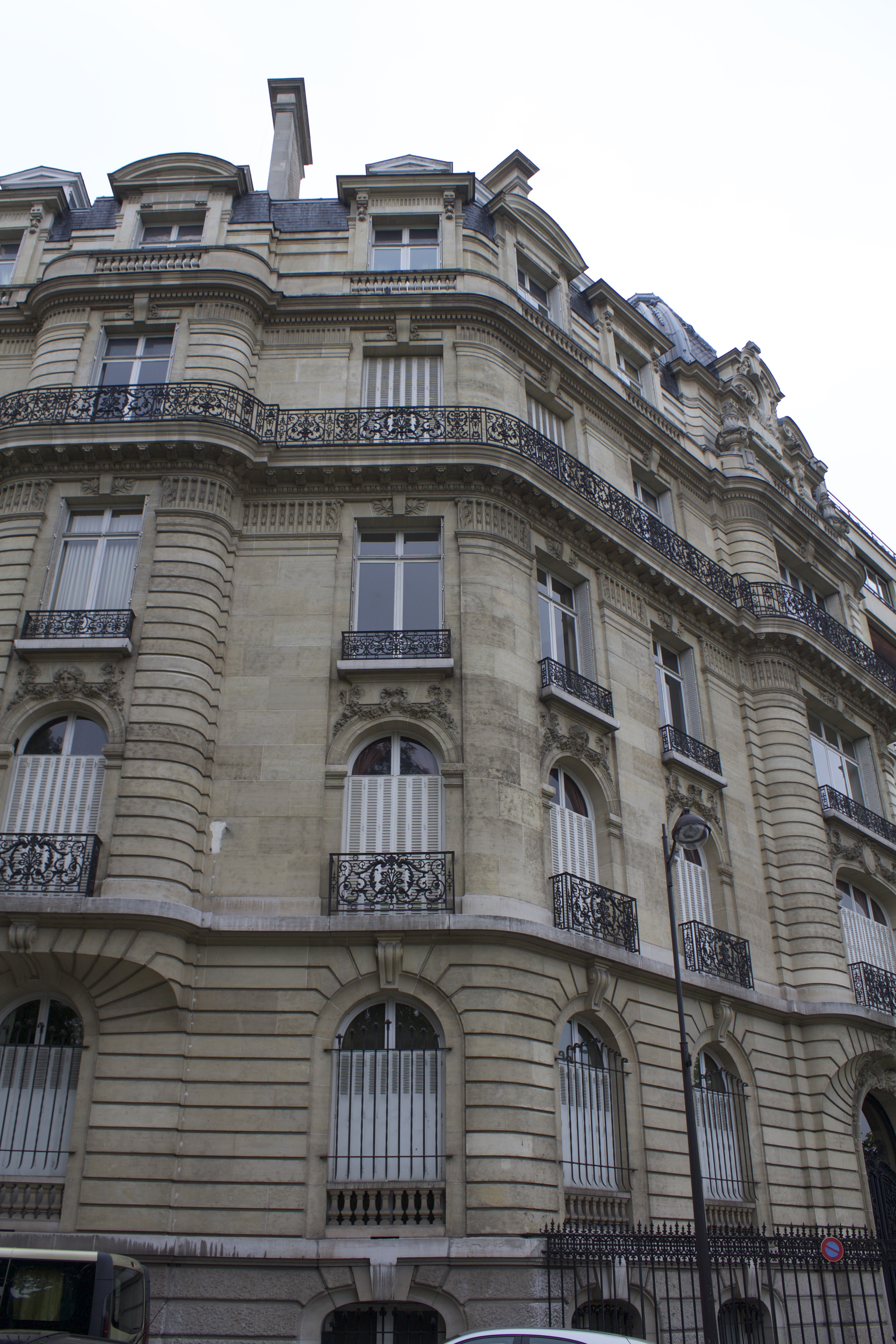
Número 35 de la Avenida Foch de París, sede oficial de la Presidencia y del Gobierno de la República en el exilio desde febrero de 1946 hasta junio de 1960 (en que se trasladó al Boulevard Jean Jaurès, a las afueras de París). El edificio fue cedido por el gobierno francés y puesto bajo su protección.

A finales de 1945, el Gobierno decidió cambiar su sede de Ciudad de México a París. La coyuntura internacional parecía favorable y había perspectivas de que el gobierno francés reconociera en breve al ejecutivo de Giral. Las autoridades francesas autorizaron expresamente el traslado y facilitaron unas oficinas en el número 35 de la Avenida de Foch para que sirvieran como sede gubernamental. Además, proporcionaron varios apartamentos en la Ciudad universitaria como residencias de los miembros del Gobierno español, y concedieron subvenciones y créditos. Para algunos ministros españoles, que habían atravesado períodos de gran penuria durante la guerra, la nueva situación supuso una notable mejora en sus condiciones de vida. En diciembre, la comisión de Política Exterior de la Asamblea Nacional comenzó a debatir la posibilidad de reconocer al gobierno Giral, y el 18 de enero de 1946 el comunista André Marty pidió en la cámara el envío de un ejército francés a España para restablecer el régimen republicano. El día 23, el general de Gaulle fue relevado del gobierno por el socialista Félix Gouin, quien dio un giro izquierdista y manifestó su expreso apoyo a Giral. El 1 de marzo, el gobierno francés cerró la frontera con España a raíz del fusilamiento de Cristino García, líder comunista del maquis que antes había luchado en la Resistencia francesa.

### Ampliación del Gobierno
El 5 de diciembre de 1945, el PCE decidió retirar su apoyo a Negrín y negociar con Giral. Por otro lado, este intentó evitar que los nacionalistas continuaran con su tendencia centrífuga impulsando el estudio por las Cortes del Estatuto gallego. Además, el 19 de febrero de 1946 dirigió un «Manifiesto a los españoles» junto con los presidentes vasco y catalán —Aguirre e Irla— en el que expresaban su voluntad de formar un frente republicano común y rechazar toda posible transición pactada con los monárquicos. Como consecuencia, en abril de 1946 se incorporaron al Gobierno como ministros sin cartera el galleguista Castelao y el comunista Santiago Carrillo. Por razones de salud, Fernando de los Ríos tuvo que ser sustituido por el también socialista Enrique de Francisco. En mayo, Giral amplió todavía más la base de su gobierno incorporando al católico conservador Rafael Sánchez Guerra, que había sido secretario de Alcalá-Zamora. Con ello, el ejecutivo conseguía integrar tendencias políticas muy diversas.

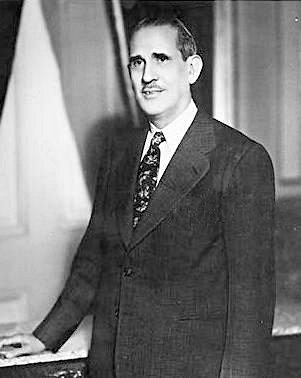
Ramón Grau, presidente de Cuba, intentó una mediación que fue desestimada por Giral

### Iniciativa cubana
El presidente cubano Ramón Grau San Martín quiso poner en marcha una mediación que se asemejaba al proyecto de Prieto. Proponía la sustitución del general Franco por otro gobernante que no hubiera estado implicado en la persecución de los republicanos, la disolución de la Falange, la proclamación de una amnistía, la instauración de un régimen de libertades y una consulta popular celebrada con garantías y con la supervisión de países latinoamericanos. Grau tenía la intención de presentar su propuesta ante Naciones Unidas, pero la idea adolecía de falta de concreción en el importante punto de quién dirigiría el ejecutivo de transición. El Gobierno de Giral rechazó tomar en consideración el proyecto, que no llegó a tener ninguna aplicación.

### El maquis
La existencia de un maquis antifranquista que actuaba en el interior de España fue un asunto difícil de tratar para el Gobierno de Giral. El período comprendido entre 1945 y 1947 fue de gran actividad guerrillera —incluso con la existencia de guerrilla urbana en varias ciudades— aunque con escasa eficacia que impidió que el maquis obtuviera el apoyo o el reconocimiento de algún Estado. Pese a que los republicanos en sentido estricto y los nacionalistas eran contrarios a la vía armada, el PCE y la CNT la impulsaron con determinación. En menor medida, PSOE y Partido Obrero de Unificación Marxista (POUM) también la apoyaron. Salvo este último, las demás organizaciones tenían presencia en el Gobierno en el exilio. Aunque este —a través del ministro de Guerra Hernández Saravia— había optado por preparar la organización de un ejército profesional y no consideraba que el maquis fuera una prioridad, lo cierto es que le prestó apoyo. Pese a que el objetivo primordial era conseguir la caída de la dictadura y la restauración de la República, y el apoyo a acciones violentas en España podía comprometer el respaldo diplomático de otros Estados, el soporte a la guerrilla tenía un componente moral. Se concedió ayuda a la resistencia y se intentó crear un mando único tanto para los grupos que ya estaban en el interior como para los que intentaban acceder desde Francia.

### El Consejo de Seguridad

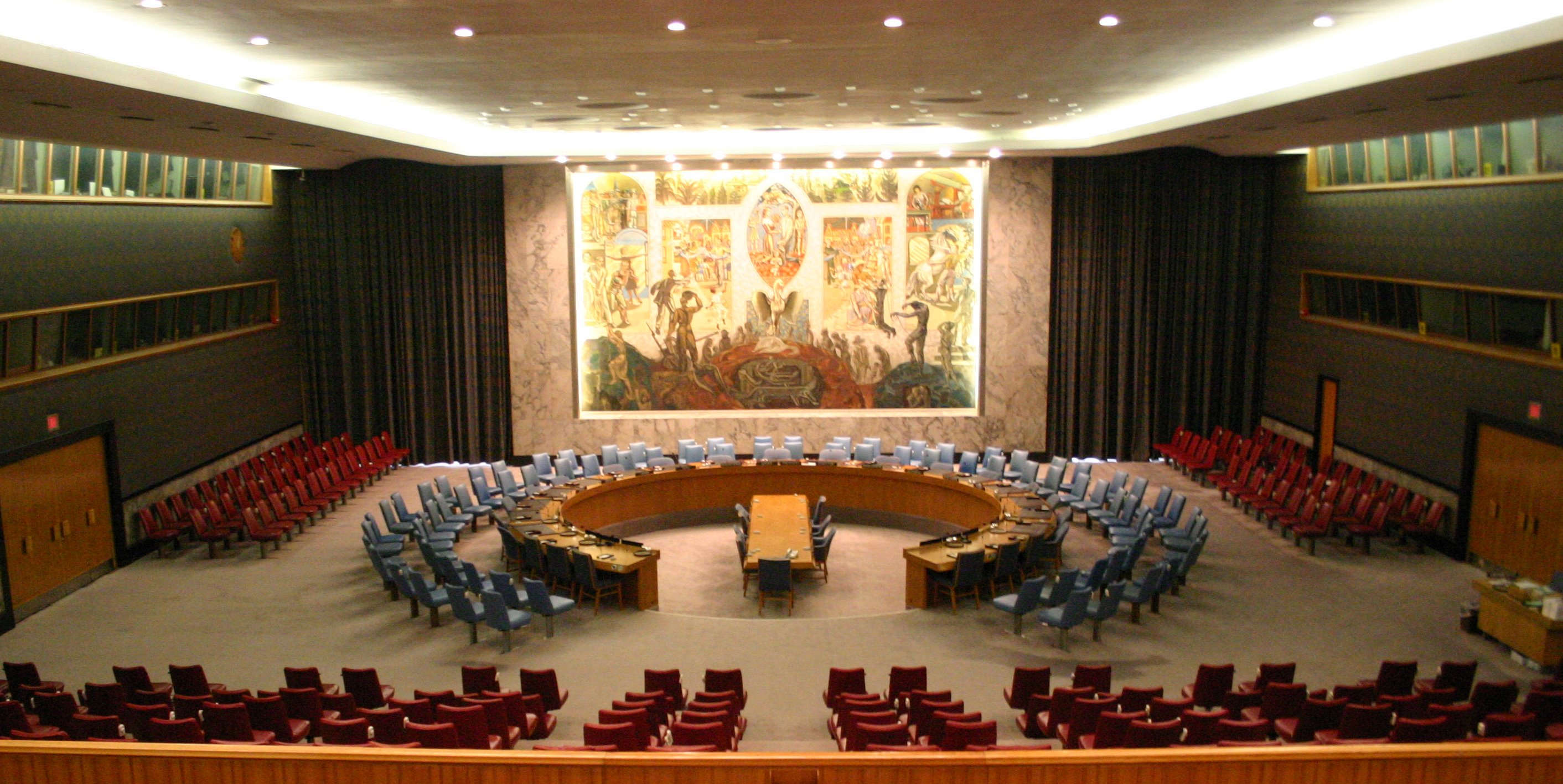
El Consejo de Seguridad de la ONU fue incapaz de adoptar una resolución contra Franco

El Consejo de Seguridad de la ONU debatió la cuestión española en abril de 1946 a sugerencia de Polonia. Tras bastante discusión, el día 29 y a propuesta de Australia se acordó crear una subcomisión de encuesta formada por cinco miembros que emitiría un informe antes de terminar mayo. El Gobierno de Giral presentó un extenso informe y expuso oralmente su punto de vista durante dos sesiones que sumaron cinco horas y media. Su argumentación se centró en que el régimen de Franco representaba un peligro para la paz mundial. Giral incluso repitió declaraciones anteriores del representante polaco en el sentido de que España estaba realizando experimentos atómicos. También afirmó que en España actuaban agentes de la Gestapo en contacto con un ejército secreto alemán. Dijo que Franco amenazaba a Francia y que el presupuesto dedicado a defensa era desproporcionado. Giral argumentaba que el problema español era también internacional por ser la dictadura franquista hija del «período suicida» en el que las potencias occidentales habían querido satisfacer a Hitler realizando concesiones. Pedía que «las Naciones Unidas acuerden y apliquen aquellas medidas prácticas que permitan al pueblo español disponer libremente de sus destinos». Concluía afirmando que la ONU podía evitar una nueva guerra civil con sus decisiones. En ningún momento se invitó al gobierno de Franco a expresar su opinión. Por su parte, Giral intervino como particular, y no como representante de un gobierno. Su repetición de las exageraciones polacas fue criticada por Prieto y por Sánchez Guerra, y no le benefició ante las potencias occidentales.
También se presentaron otros memorandos que acusaban al régimen de Franco, si bien los del Reino Unido y Estados Unidos afirmaban que no constituía una amenaza para la seguridad internacional. Estados Unidos sostuvo que no había indicios de la supuesta presencia militar alemana en España, y añadió que el ejército español no podía constituir una amenaza debido a su debilidad. El Reino Unido afirmó que era falso que un especialista alemán en agua pesada estuviera trabajando en una fábrica de Ocaña, que el equipamiento militar español era paupérrimo, que no se había detectado actividad alguna de la Gestapo y que las empresas alemanas suministraban únicamente material civil. Sí reprochaba al régimen de Franco no haber concedido la extradición de algunos alemanes acusados de ser nazis.
En este momento, las expectativas del Gobierno Giral eran más altas que nunca. El 1 de junio la subcomisión terminó su informe. Consideraba al régimen de Franco un peligro potencial para la paz y recomendaba la ruptura de relaciones diplomáticas. El 24 de junio, el Consejo de Seguridad trató la cuestión durante seis horas dejando claras las discrepancias existentes entre los antiguos aliados de la guerra. Por cuestiones relativas a las atribuciones del Consejo, la Unión Soviética vetó cuatro veces las propuestas de los países anglosajones. Su voto en contra anuló el voto favorable a la propuesta de resolución de otros nueve Estados. El resultado fue totalmente baldío y decepcionó a los exiliados españoles. Fernando de los Ríos consideró que la URSS y Polonia habían usado la cuestión española como una carta política para enfrentarse a sus enemigos; el representante francés ante el Consejo dijo «me parece que los que están luchando por la libertad de España tienen menos motivos de felicitarse que los que tienen Franco y sus aliados» y el propio Hernández Saravia consideraba tan responsable del fracaso a la URSS por emplear el veto como al Reino Unido. Giral regresó a México muy irritado por el resultado.

### Relaciones con la ANFD
En marzo de 1946 Giral se había dirigido a la ANFD pidiéndole que antes de contactar con personas u organizaciones «no republicanas» consultara a su Gobierno. También sugirió mantener un representante gubernamental en la Alianza y a la inversa. Sin embargo, las diferencias de apreciación entre ambos organismos iban en aumento. Ante la fría actitud de la ANFD, que comenzaba a estudiar un acercamiento a la oposición monárquica, en julio Giral le preguntó abiertamente acerca de la posibilidad de formar un gobierno intermedio entre el de Franco y el suyo. La Alianza respondió que veía positivamente esa opción y hasta los libertarios se mostraron dispuestos a participar en ella. La ANFD era partidaria, incluso, de que los monárquicos fueran mayoritarios en un eventual gobierno tras la restauración, a fin de contentar al Reino Unido. Ante la confusa situación y la proximidad de una nueva reunión de la ONU, el 10 de agosto Giral hizo pública una enérgica declaración oficial defendiendo la legitimidad de su Gobierno. Afirmaba que «el problema español debe resolverse con la desaparición del régimen franquista, la anulación de la Falange y la inmediata restauración de la República», y rechazaba «situaciones transitorias» o «intermedias». La única consulta que aceptaba el gabinete era la celebración de elecciones convocadas por el gobierno legítimo; el presidido por Giral. La cuestión dividió al gabinete, pues los ministros republicanos y el comunista apoyaron al Presidente, los de la CNT y Sánchez Guerra se abstuvieron y los socialistas votaron en contra.

### La Asamblea General de la ONU
Tras el fracaso del Consejo, la cuestión española debía ser debatida por la Asamblea General de la ONU. Como la Unión Soviética aplazó su celebración, el Gobierno realizó entretanto una campaña propagandística mediante el envío de tarjetas al Secretario General Trygve Lie. La división se volvió a manifestar en el hecho de que el PSOE no colaborara en el envío y prefiriera contactar con otros partidos socialistas. Finalmente, el 12 de diciembre de 1946 la Asamblea aprobó por gran mayoría la Resolución 39 (I) en la que vinculaba el origen del régimen franquista con la ayuda de las potencias fascistas, a quienes había devuelto la ayuda durante la Segunda Guerra Mundial. Por tanto, recomendaba la exclusión de España de los organismos internacionales y la inmediata ruptura de relaciones diplomáticas. También apuntaba la posibilidad de que el Consejo pudiera tomar nuevas medidas si no se restablecía la libertad en España en un plazo razonable. Sin embargo, la resolución hablaba de la instauración de «un gobierno nuevo y aceptable». Implícitamente, se constataba la decisión de no reconocer al Gobierno de Giral como el legítimo de España. La reunión de la Asamblea había sido precedida por una gigantesca manifestación de apoyo al Caudillo en la Plaza de Oriente. La resolución supuso la retirada del embajador británico en Madrid, el último representante diplomático que quedaba en la capital española.

## Caída del Gobierno

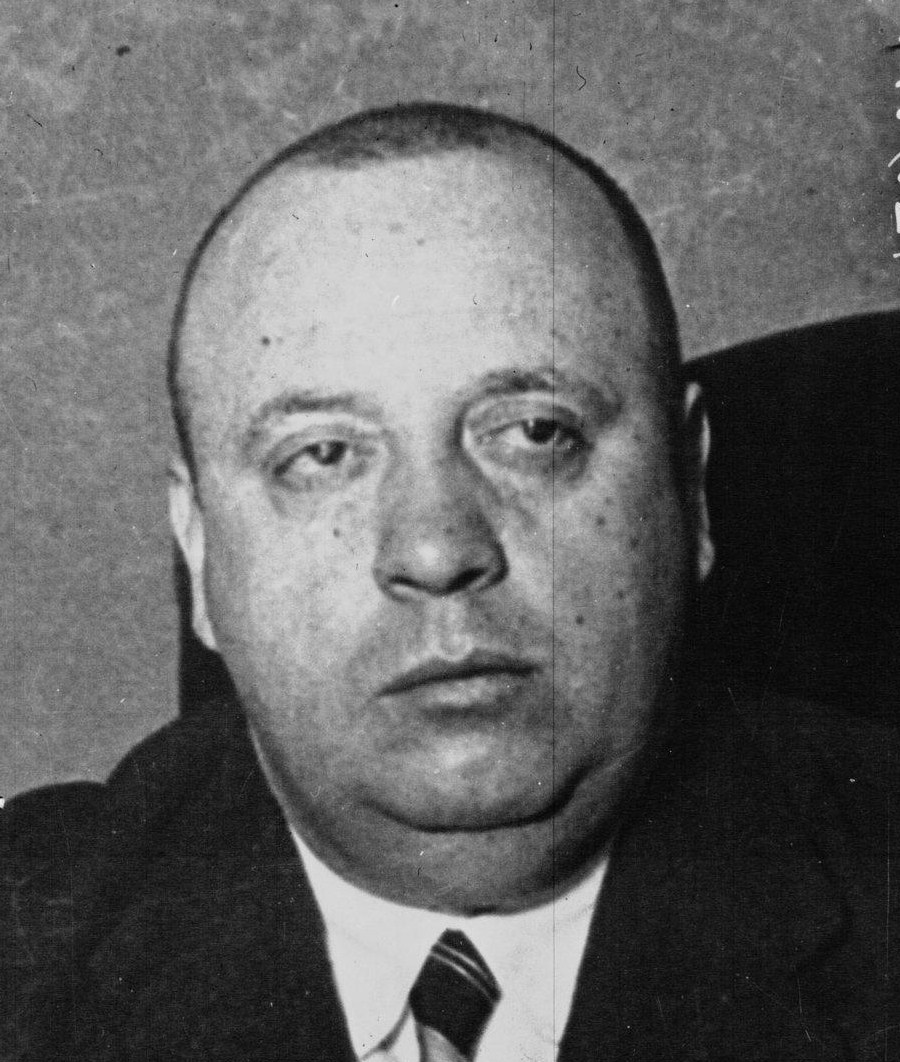
Las críticas de Indalecio Prieto al Gobierno fueron determinantes para su caída

El resultado de las deliberaciones de la ONU fue la causa de la caída del Gobierno en el exilio. La postura de Indalecio Prieto —a la que en enero se sumó Trifón Gómez— respecto al Gobierno Giral se había ido radicalizando poco a poco. Ya antes de la reunión de la Asamblea General había criticado la «proliferación burocrática» realizada por el gabinete. El 17 de diciembre pronunció en México, D. F. un violento discurso en el que daba al ejecutivo por desahuciado. En él afirmaba que el Gobierno no tenía ninguna posibilidad de establecerse en España y que nunca había sido más que un estorbo debido a la «pérdida de vitalidad» de las instituciones republicanas. El 27 de diciembre se reunió el gabinete y Giral manifestó estar «contento, pero no satisfecho» por la resolución de la Asamblea. Consideraba que había que continuar recabando adhesiones y rechazó nuevamente la «solución intermedia». A cambio, se mostró dispuesto a aceptar una representación monárquica en el Gobierno a pesar de confesar que le resultaría muy violento. En referencia a la actitud de Prieto, condenó que ciertos partidos dijesen apoyar al Gobierno mientras sus dirigentes lo hostigaban. Los dos ministros socialistas dijeron que el gabinete debía renovar la confianza del Presidente de la República y de las Cortes.
Los días 14 y 15 de enero de 1947 se celebró en Toulouse una reunión conjunta de la ejecutiva del PSOE, la de UGT y una representación del interior. Previamente se había consultado a los exministros del partido, al grupo parlamentario y a la ejecutiva clandestina del interior. En diez puntos expuso la posición de los socialistas, partidaria de crear un nuevo gobierno más reducido y de potenciar la actuación en el interior de España contactando con otras fuerzas opositoras. El 21 de enero se reunió nuevamente el Gobierno. Los dos ministros socialistas presentaron su dimisión y fueron secundados por los de la CNT. Sánchez Guerra ya había renunciado con anterioridad. Giral presentó su dimisión el día 26. El Gobierno cesó y se abrieron consultas para formar uno nuevo. Tras un intento de Martínez Barrio de encargar la formación de nuevo gobierno al republicano Barcia, la negativa de PSOE, PNV y ERC le obligó a ofrecer el puesto al dirigente socialista Rodolfo Llopis. El cambio de gobierno supuso el abandono de la tesis continuista con las instituciones caídas en 1939 para pasar a intentar construir una amplia coalición antifranquista.